# Dulácska Géza
Dulácska Géza, Dulátska (Ráckeve, 1838. január 15. – Budapest, 1904. április 3.) orvosdoktor és szülész.

## Életútja
Dulátska Mátyás és Skudek Mária fia. Tanulmányait Pesten, Székesfehérvárott és Nagyváradon végezte. A pesti egyetemen 1862. január 6-án avattatott orvosdoktorrá. 1861-től 1865-ig a Rókus-kórházban mint segédorvos és alorvos működött; az 1864–65. évi hagymázjárványban oly szerencsésen alkalmazta e baj ellen a hidegvízgyógymódot és a jódkálit, hogy a halálozás 5–10% közt ingadozott az I. orvosi osztályon. Önfeláldozó munkálkodása közben maga is megbetegedett. 1866–67-ben a kolera kezdetétől fogva a Józsefváros kerületi orvosát, 1867–69-ben a Lipótváros kerületi orvosát helyettesítette hosszas betegségük alatt. 1871-ben a fegyencek kórházának helyettes főorvosa volt, míg az állam ezt a várostól át nem vette. Ezután mint magánorvos az 1872–73. évi kolerajárvány alatt részt vett a belvárosi vészbizottságban. A budapesti orvosi kör és a magyarországi biologiai társulat osztályelnöke, a pesti bölcsődeegylet és gyermekmenhely-egylet választmányának tagja; a magyar orvosok és természetvizsgálók állami központi választmányának 2. jegyzője s XIX. nagygyűlésének volt titkárja; a Nyilvános gyógyintézet járó betegek számára c. jótékony-egyletnek 1880-ban volt igazgatója. 1866. augusztus 25-én Pesten, a belvárosi plébánián házasságot kötött a nála tíz évvel fiatalabb Aigner Karolinával. Az egyik esküvői tanú Emich Gusztáv nyomdász volt, a másik Aigner Imre (1801-1878) jogász, Szeged város főjegyzője.

## Orvosi cikkei és értekezései
A Gyógyászatban (1861. A rostanya megolvadásának oka; 1862. Függérdag gümősödéssel szövődve, Gégelob, tüdőlob s tüdőlégdag; 1868. A gyermekek halálozása s a lelenczházak; 1869. A bölcsődék, Tüdőlob ritka esetei, 1870. A községek rendezéséről szóló törvényjavaslat 65. §-a; 1874. Görcsös légrekedés, Szoral-mérgezés és 1875–86. eredeti czikkeken kivül, számos tárczaczikk, fordított értekezés és lapszemle); az Államorvosban (1869. Az országos lelenczügyi társulat felirata a belügyminiszteriumhoz, Észrevételek a kórházak országos rendezéséhez; 1870. Egészségügyi hiba; 1874. Magyarország orvosairól, Mesterségesen készült borokról); a Hazánk és Külföldben (1871.), az Athenaeum Nagy Képes Naptárában (1871. Az emberi test elégése önmagától s szobánk porszemei.) stb.

## Munkái
- A Pickwick-klub hátrahagyott iratai. Dickens Károly után ford. Huszár Imre. Pest, 1863. 4 kötet (egy részét ő fordította)
- Rüstig Zsigmond a brémai kormányos. Marryat után ford. Uo. 1864 (új kiadás. Bpest, 1874. 3. kiadás. Uo. 1885)
- Egy fedél alatt. Hoffmann után ford. Uo. 1865
- Az igazság napfényre jő. Hoffmann után ford. Uo. 1865
- A becsületszó. Hoffmann után ford. Uo. 1866
- A munka jutalma. Hoffmann után ford. Uo. 1866
- A természet három országa különös tekintettel Magyarországra. Martin M. után átdolgozta a magyar ifjuság számára. Uo. 1871

Több orvosi értekezése jelent meg különnyombatban.
Szerkesztette s kiadta a Gyógyászatot és melléklapját az Államorvost 1874. jan. 3-tól 1886. okt. 2-ig; a Magyar orvosok és természetvizsgálók (XVIII–XXII. Előpatakon 1875, Máramaros-Szigeten 1878., Budapesten 1879. Szombathelyt 1880 és Debreczenben 1882, tartott gyűléseinek) Munkálatait (Gerlóczy Gyulával és 1882-ben többekkel együtt); a Napi Közlönyt 1879. aug. 25.-től szept. 2. Bpesten, végül a Budapest és környéke c. monografiát (Budapest, 1879. Gerlóczy Gyulával együtt.)